# Emmanuel Louis Marie Guignard de Saint-Priest
Pour les articles homonymes, voir Saint-Priest et Guignard.
Pour les autres membres de la famille, voir Famille Guignard.
Emmanuel Louis Marie Guignard, vicomte de Saint-Priest, créé par le roi d'Espagne, Ferdinand VII, duc d'Almazán et grand d'Espagne de première classe le 30 septembre 1830, est un militaire et diplomate français, né le 6 décembre 1789 à Paris, au Louvre et mort à Seur, Loir et Cher, le 27 octobre 1881.

Armes espagnoles de la famille Guignard de Saint-Priest en tant que ducs d'Almazán de Saint-Priest et grands d'Espagne de première classe
Devise : « ESSE QUAM VIDERI »

Manteau héraldique des grands d'Espagne

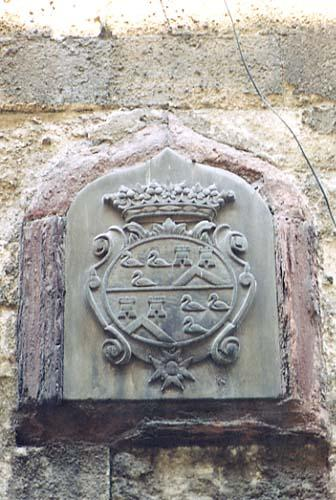
Armes de la
famille Guignard de Saint-Priest
Devise :
« Fort et Ferme ».

## Biographie
La famille Guignard de Saint-Priest était une ancienne famille noble du Dauphiné (Jacques de Guignard, Chr., président au Parlement de Metz, prévôt des marchands de Lyon en 1654 fut titré vicomte de Saint-Priest par lettres patentes prises en sa faveur par le roi Louis XIV en 1653).
Troisième fils de François-Emmanuel Guignard, comte de Saint-Priest, il était filleul de la Reine Marie-Antoinette. Comme son frère aîné, il prit part à l'invasion de la France en 1814.
Sous la Restauration, il fut attaché au service du duc d'Angoulême et, pendant les Cent-Jours, il essaya de soulever le Dauphiné en faveur du roi. 
Il se distingue pendant la guerre d'Espagne en 1823 et est promu lieutenant-général des armées du roi, tout comme l'avait été son père avant lui.
En 1825, il est nommé Ambassadeur de France à Berlin, puis en 1828 ambassadeur de France en Espagne, où il négocie, en 1828, le règlement de la dette espagnole.
Quand la Révolution de Juillet le contraint à se retirer, en août 1830, le roi d'Espagne, Ferdinand VII, le fait peu après, le 30 septembre 1830, grand d'Espagne de première classe, avec le titre de duc d'Almazan de Saint-Priest (en), en reconnaissance de ses services. 
En 1831, il rejoint le cercle de la duchesse de Berry à Naples et contribue à organiser son équipée malheureuse de 1832 en Provence. Il fait partie des partisans qui naviguent avec la princesse sur le Carlo Alberto à la fin avril 1832 pour débarquer à Marseille. Arrêté, il est emprisonné durant dix mois, avant d'être acquitté et libéré. 
Ayant fait le nécessaire pour procurer en Autriche un asile à la duchesse après son départ de France en 1833, il revient à Paris, où il fut une des personnes les plus en vue de la société légitimiste jusqu'à sa mort.

## Articles connexes

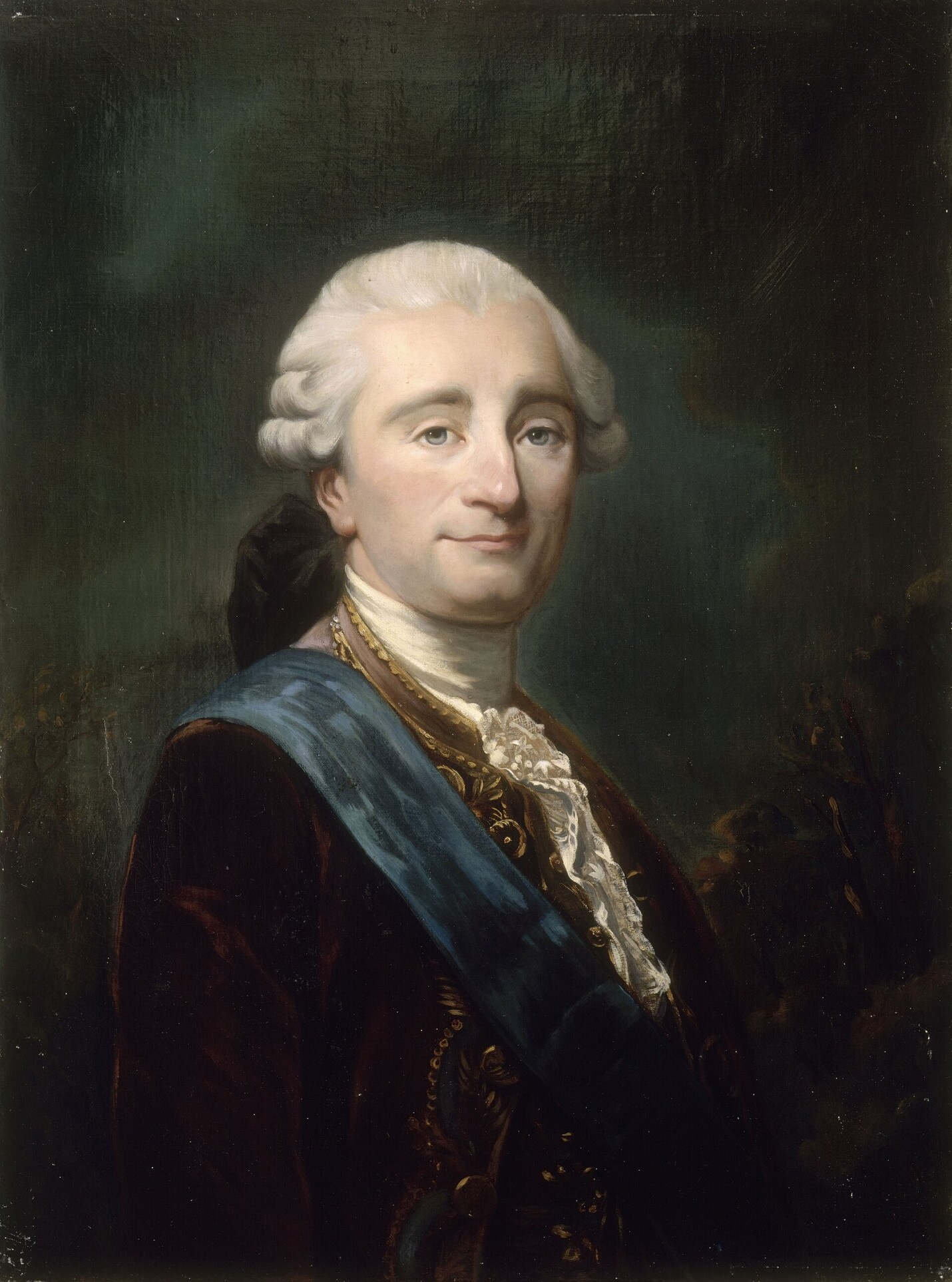
François-Emmanuel Guignard,
comte de Saint-Priest
père d'Emmanuel Louis Marie Guignard,
vicomte de Saint-Priest

### Député légitimiste
Aux élections législatives de 1849, il se présente dans l'Hérault sur une liste formée « pour combattre et pour vaincre les ennemis de la religion, de la famille et de la propriété ». Cette liste d'union royaliste est dominée par les légitimistes, même si les orléanistes y sont aussi représentés. Il est élu le 23 mai 1849, avec 35 168 voix sur 82 706 votants, ce qui le place en troisième position des huit représentants élus. Le général de Saint-Priest est l'un des quatre députés légitimistes à représenter l'Hérault à l'Assemblée, avec Eugène de Grasset, Gustave de Girard et Amédée Vernhette.
Solidaire avec la majorité monarchiste du parti de l'Ordre, il se prononce pour l'intervention française contre la République romaine, pour la loi Falloux-Parieu et pour la loi du 31 mai 1850 sur le suffrage universel. À la suite du coup d'État du 2 décembre 1851, il élève de vigoureuses protestations qui mettent fin à sa carrière parlementaire.

### Mariage et descendance
Il épouse en 1817 Louise de Riquet de Caraman (21 juillet 1798 - 15 avril 1849), fille de Louis Charles Victor de Riquet, duc de Caraman, ambassadeur de France en Autriche de 1815 à 1828, pair de France, et de Joséphine Ghislaine de Mérode. Elle était la petite-fille de Victor Maurice de Riquet, comte de Caraman. Elle lui donne trois enfants :
- François Marie Joseph Guignard de Saint-Priest, 2e duc d'Almazán (1818-1894), marié en 1841 avec Émilie Michel de Saint-Albin (1823-1878), fille de Joseph Michel de Saint Albin et petite fille du baron d'Haussez, ministre de Charles X, dont postérité qui relève le titre de duc d'Almazan (en) ;
- Marie Amanda Guignard de Saint-Priest (1824-1891), mariée en 1844 avec le comte Edmond Collinet de La Salle (1821-1891), dont postérité.
- Charles Ferdinand Guignard de Saint-Priest (1831-1871), marié en 1859 avec Marguerite Louise Eléonore de Lavergne de Cerval (1840-). Ils auront pour fils Henri Guignard de Saint-Priest, vicomte puis comte de Saint-Priest (1860-1930), officier d'infanterie, qui épousera, en 1894, Mlle Madeleine Guy, sans postérité. 
Étant le dernier représentant en nom et en titre de la Maison de Saint-Priest et n'ayant pas d'enfant, il adopta en 1930, par jugement du tribunal de la Rochelle, son petit-cousin par alliance, Henri Le Marchand (époux de Solange Collinet de La Salle, petite-fille du comte Edmond Collinet de la Salle et de Marie Amanda Guignard de Saint-Priest).

### Distinctions
Commandeur de l'ordre royal et militaire de Saint-Louis
 Commandeur de la Légion d'honneur
 Grand croix de l'ordre royal de Charles III d'Espagne
 Grand croix de l'ordre royal et militaire de Saint-Ferdinand d'Espagne.
Ordre de Sainte-Anne 2e classe 
Ordre de Saint-Vladimir 4e classe 
Ordre de Saint-Georges 3e classe

## Sources
- « Emmanuel Louis Marie Guignard de Saint-Priest », dans le Dictionnaire des parlementaires français (1889-1940), sous la direction de Jean Jolly, PUF, 1960 [détail de l’édition]
- (en) « Emmanuel Louis Marie Guignard de Saint-Priest », dans Encyclopædia Britannica [détail de l’édition], 1911 (lire sur Wikisource).